# Slot Zähringen
Het Slot Zähringen is een kasteelruïne bij Freiburg im Breisgau boven de gelijknamige wijk Zähringen op het grondgebied van de gemeente Gundelfingen. Het was het centrum van de hertogen van Zähringen en lag aan de basis van het huis Zähringen.

## Geschiedenis
Vanaf de derde eeuw moet op die plaats een nederzetting geweest zijn van een Alamannische heerser. De eerste vermelding van Zähringen als burcht is van het jaar 1080, samen met hertog Berthold II van Zähringen. Na het uitsterven van de Zähringers in 1218 trekt keizer Frederik II het rijksleen in. In 1327 wordt het slot door de graven van Freiburg verkocht; in 1422 verwerven de graven van Baden een deel van het bezit. Tijdens de Boerenoorlog in 1525 wordt de burcht volledig vernield.